# Scorpaenopsis possi
Scorpaenopsis possi és una espècie de peix pertanyent a la família dels escorpènids.

## Descripció
- Fa 19,4 cm de llargària màxima
- Nombre de vèrtebres: 24.[2]

## Hàbitat
És un peix marí, demersal i de clima tropical que viu entre 23-26 m de fondària.

## Distribució geogràfica
Es troba des del mar Roig i l'Àfrica oriental fins a la Polinèsia.

## Observacions
És inofensiu per als humans.